# Giovanni Salghetti Drioli

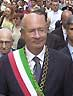
Giovanni Salghetti Drioli 2001

Giovanni Salghetti Drioli (* 11. November 1941 in Rom) ist ein italienischer Politiker und Jurist.

## Leben
Salghetti Drioli war beruflich als Anwalt, Leiter des Südtiroler Landesamts für Rechtsberatung und stellvertretender Generaldirektor der Südtiroler Landesverwaltung tätig. Nachdem der italienische Staatsrat die Annullierung der 1985 stattgefundenen Gemeinderatswahlen in Bozen verkündet hatte, verwaltete er vom 7. September 1988 bis zum 4. August 1989 als außerordentlicher Kommissar die Stadt.
1994 trat er für ADA bei der Parlamentswahlen in Italien 1994 an. Bei den Kommunalwahlen 1995 wurde Salghetti Drioli, der auf der Liste Primavera a Bolzano antrat, zum Bürgermeister von Bozen gewählt. Fünf Jahre später gelang ihm an der Spitze von Noi per l'Alto Adige die Wiederwahl. Im Mai 2005 unterlag er als Spitzenkandidat der Margherita, der in der Stichwahl von einem breiten Bündnis von Zentrums- und Linksparteien sowie der Südtiroler Volkspartei unterstützt wurde, um 7 Stimmen dem Mitte-rechts-Kandidaten Giovanni Benussi, der anschließend allerdings im Gemeinderat keine Mehrheit finden konnte und in einer wiederholten Bürgermeisterwahl im November desselben Jahres durch den Mitte-Links-Kandidaten Luigi Spagnolli ersetzt wurde. In der Folge zog sich Salghetti Drioli aus der Politik zurück. Für kurze Zeit kehrte Salghetti Drioli in den Landesdienst zurück, 2007 ging er in den Ruhestand.

## Auszeichnungen
- 2024: Ehrenzeichen des Landes Tirol[7]